# سهرج
سهرج (امیرآباد)، روستایی از توابع بخش کوهساران شهرستان راور در استان کرمان ایران است. کاروانسرای این روستا در زمان ناصرالدین شاه تاسیس شد. این بنای تاریخی جزء پرجاذبه ترین مکان های آن دوره بوده است.

## جمعیت
این روستا در دهستان هروز قرار دارد و براساس سرشماری مرکز آمار ایران در سال ۱۳۸۵، جمعیت آن ۹۰ نفر (۳۳خانوار) بوده‌است.